# Раздольная (Вологодская область)
Раздольная — деревня в Междуреченском районе Вологодской области.
Входит в состав Сухонского сельского поселения, с точки зрения административно-территориального деления — в Сухонский сельсовет.
Расстояние до районного центра Шуйского по автодороге — 7 км.

## История
В 1966 г. указом президиума ВС РСФСР деревня Брюхово переименована в Раздольная.

## Население
По переписи 2002 года население — 3 человека.
| 2010 | 2019 |
| ---- | ---- |
| 0    | ↗2   |